# Русизи (район)
Русизи (руанда Akarere ka Rusizi, англ. Rusizi District, фр. District de Rusizi) — район в Западной провинции Руанды. Административный центр расположен в Камембе.

## География
Русизи находится на юго-западе Руанды, занимает южную часть Западной провинции. Территория района составляет 959 км². Часовой пояс — UTC+2:00.

## Деление
Район поделён на 18 секторов: Бвеее, Бугарама, Бутаре, Гашонга, Гикундамвура, Гитамби, Гихеке, Гихундве, Камембе, Муганза, Муруру, Нзахаха, Нканка, Нкомбо, Нкунгу, Ньякабуе, Ньякарензо и Рвимбого. В 2012 году население Русизи составило 400 859 человек, плотность населения — 418 чел/км².